# Sportbootführerschein Binnen

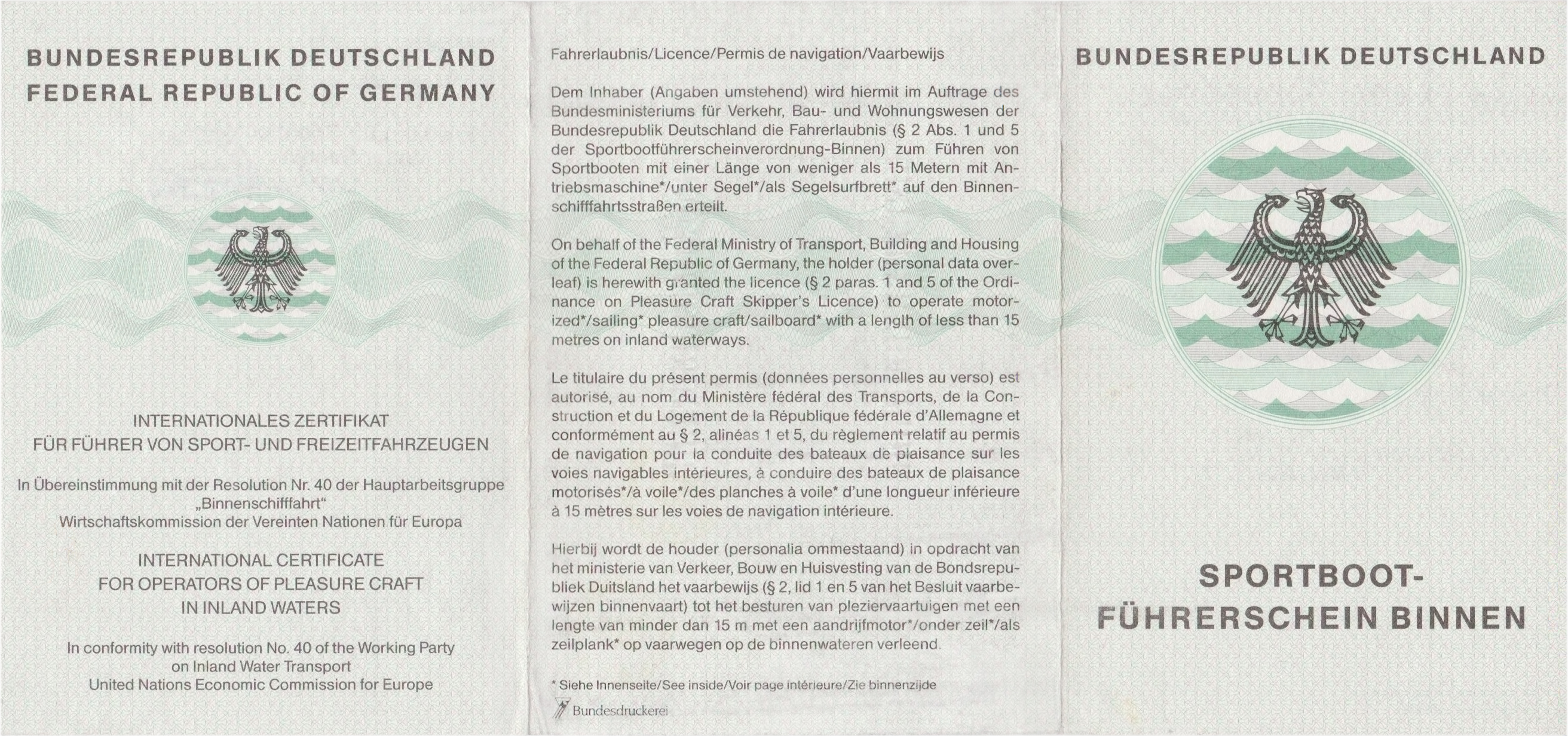
Sportbootführerschein Binnen, ausgegeben bis 31. Dezember 2017

Beim Sportbootführerschein mit dem Geltungsbereich Binnenschifffahrtsstraßen (kurz: SBF Binnen) handelt es sich um die amtliche Lizenz zum Führen eines Sportbootes auf Bundeswasserstraßen im Geltungsbereich der Binnenschifffahrtsstraßen-Ordnung.

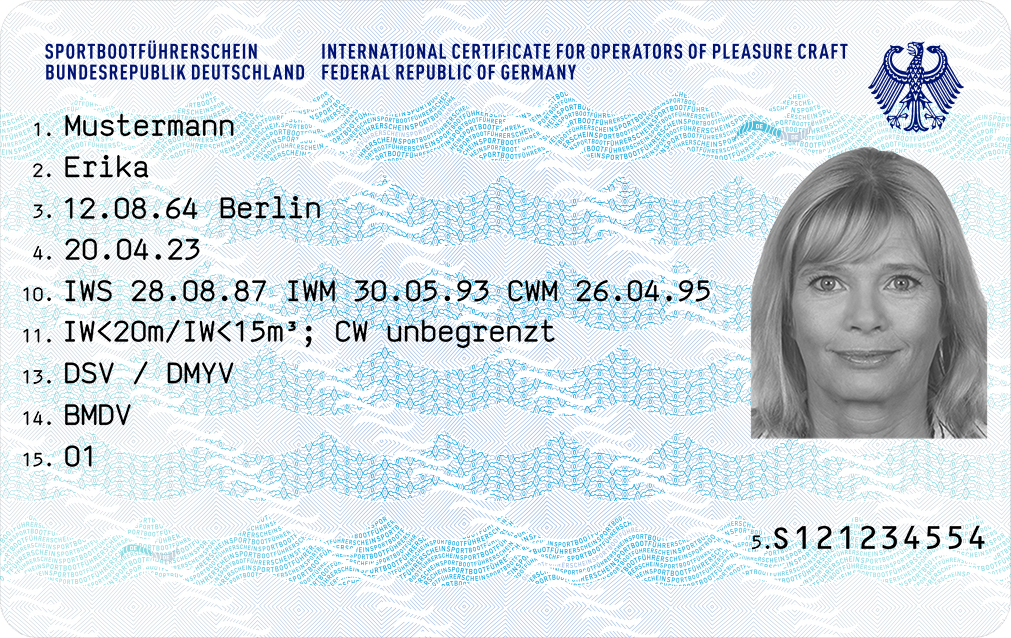
Sportbootführerschein, ausgegeben ab 1. April 2023

Seit dem Inkrafttreten der Neufassung der Sportbootführerscheinverordnung 2017 wird der Sportbootführerschein auch mit den internationalen Abkürzungen bezeichnet:
- IW (Inland waters / Binnenschifffahrtsstraßen)
- M (Motorized craft / Antriebsmaschine) – IWM
- S (Sailing craft / Segel) – IWS

## Geltungsbereich
Ein Sportboot ist dabei ein nicht gewerbsmäßig verwendetes Fahrzeug von weniger als 20 Metern Länge, gemessen ohne Ruder und Bugspriet, ausgenommen Fahrzeuge, die durch Muskelkraft oder mit einem Segel von höchstens 6 m² Fläche fortbewegt werden.
Sportboote mit einer Antriebsmaschine mit Verbrennermotoren, deren größte nicht überschreitbare Nutzleistung höchstens 11,03 kW (15 PS) beträgt, sind von der Fahrerlaubnispflicht ausgenommen. Boote mit Elektroantrieb sind seit dem 1. Januar 2023 bereits ab einer Motorleistung von mehr als 7,5 kW in der Betriebsart S1 (Dauerbetrieb) führerscheinpflichtig. Seit April 2023 bestehen für den Rhein keine besonderen Vorschriften mehr.
Der SBF Binnen wird für die Antriebsarten Antriebsmaschine und Segel erteilt; beide Antriebsarten werden dabei in einem gemeinsamen Dokument bescheinigt.
Der SBF Binnen Segel wird nur auf den in Anlage 2 der SportbootFüV-Bin genannten Binnenwasserstraßen benötigt (Havel-Oder-Wasserstraße, Untere-Havel-Wasserstraße, Spree-Oder-Wasserstraße). Zum 1. Mai 2012 entfiel der Sportbootführerschein Binnen für das Surfbrett ersatzlos. Auf den Binnenschifffahrtsstraßen ist zum Führen von Segelsurfbrettern künftig kein Führerschein mehr erforderlich, ebenso die besondere Fahrerlaubnispflicht in Berlin. Außerhalb der genannten Binnenwasserstraßen gibt es in Deutschland für Segelboote ohne Motor keine bundesweit geregelte Führerscheinpflicht. Landesrechtlich geregelte Führerscheinpflichten gibt es – auch außerhalb von Bundeswasserstraßen, etwa auf Binnenseen – zum Beispiel für die Gewässer in Berlin (ab 6 m² Segelfläche). Für den Bodensee ist für Sportboote mit mehr als 4,4 kW (6 PS) oder ab 12 m² Segelfläche  das Bodenseeschifferpatent A bzw. D vorgeschrieben. Im Übrigen ist es Sache der Eigentümer (z. B. Gemeinde) eines Gewässers, eine Führerscheinpflicht zu erlassen. Außerdem verlangen viele gewerbliche Bootsverleiher die Vorlage des Führerscheins unabhängig von einer gesetzlichen Verpflichtung.
Die bis zum 31. Dezember 1997 erteilten Führerscheine galten nur für Boote mit bis zu 15 Tonnen Wasserverdrängung. Diese Beschränkung wurde auch für alte Führerscheine aufgehoben. Für Boote mit einer Länge (ohne Bugspriet) ab 20 m bis zu 25 m ist das Sportschifferzeugnis erforderlich.

## Voraussetzungen
- Lebensalter: mindestens 14 Jahre (nur Segel) bzw. mindestens 16 Jahre (Segel mit Motor), die Zulassung ist drei Monate früher möglich[11]
- Tauglichkeit: Tauglichkeitszeugnis (Sehfähigkeit nach DIN 58220[12], Hörfähigkeit, körperliche und geistige Eignung)
- Zuverlässigkeit: Kfz-Führerschein oder Führungszeugnis (Verzicht der Voraussetzung bei Minderjährigen)
- Lichtbild (38 × 45 mm)
- bei Minderjährigen: Einverständniserklärung eines Erziehungsberechtigten

## Prüfungsteile

### Theoretische Prüfung
- Basisfragen: Schifffahrtsrecht, Seemannschaft, Wetterkunde allgemein
- spezifische Fragen Binnen
- spezifische Fragen Segeln (nur bei Segel)

Seit 1. Mai 2012 gilt für den Theorieteil ein Fragenkatalog bestehend aus 72 Basisfragen, 181 spezifischen Fragen Binnen und 47 spezifischen Fragen Segeln. Von dem insgesamt 300 Fragen umfassenden Katalog entsprechen die Basisfragen denen des Sportbootführerscheins See.
Aus dem Katalog sind 15 verschiedene Fragebögen mit jeweils 30 Fragen zur Prüfung des Führerscheins nur unter Motor, 15 weitere verschiedene Fragebögen mit je 25 Fragen zur Prüfung des Führerscheins nur unter Segeln, sowie zusätzlich 15 verschiedene Fragebögen mit jeweils sieben Fragen für die Ergänzungsprüfung Segeln zum Sportbootführerschein Binnen unter Motor gebildet, von denen in der Prüfung entsprechend ein Satz zu bearbeiten ist. Es handelt sich um Multiple-Choice-Antwortmöglichkeiten mit einer Auswahl von vier Antworten, wovon jeweils nur eine richtig ist.
Die zur Beantwortung zur Verfügung stehende Zeit beträgt 45 Minuten für die Prüfung nur unter Motor (maximal sechs Falschantworten), 60 Minuten für die Prüfung unter Motor und Segeln (maximal acht Falschantworten), sowie 15 Minuten für die Zusatzprüfung unter Segeln alleine, wenn der Sportbootführerschein unter Motor schon vorhanden ist (maximal zwei Falschantworten).
Eine mündliche Prüfung ist nur in Ausnahmefällen auf vorherigen Antrag möglich, eine mündliche Nachprüfung nicht möglich.
Seit dem 1. August 2023 wurden die Fragen- und Antworten-Kataloge für den amtlichen Sportbootführerschein mit dem Geltungsbereich Binnenschifffahrtsstraßen (SBF Binnen) und den amtlichen Sportbootführerschein mit dem Geltungsbereich Seeschifffahrtsstraßen (SBF See) angepasst. Diese Änderungen sind notwendig geworden, da sich seit der letzten Anpassung der Kataloge am 25. April 2017 einige Rahmenbedingungen verändert haben. Unter anderem gab es Änderungen der Führerscheinscheinregelung und der behördlichen Organisationsstruktur. Für den SBF Binnen wurden 8 Fragen/Antworten und für den SBF See 20 Fragen/Antworten geändert. Alle Änderungen können auszugsweise dem Verkehrsblatt (VkBl.) entnommen werden.

### Praktische Prüfung
Die praktische Prüfung besteht aus verschiedenen Manövern (Ab- und Anlegen am Steg oder an der Boje, Wende, Halse, Boje über Bord (bei Seglern: mit Q-Wende, ggf. Beidrehen und Segel setzen/bergen)), Fahren von verschiedenen Kursen zum Wind und seemännische Knoten (Achtknoten, Rundtörn mit zwei halben Schlägen, Kreuzknoten, einfacher und doppelter Schotstek, Palstek, Stopperstek, Webeleinenstek, Webeleinenstek auf Slip, Belegen auf einer Klampe mit Kopfschlag). Für jedes Manöver beziehungsweise jeden Knoten hat der Prüfling zwei Versuche, die er mit „ausreichendem Ergebnis“ vollständig zu bestehen hat.
Beide Teile der Prüfung (Theorie und Praxis) können sowohl zusammen als auch separat abgelegt werden, sofern sie nicht länger als zwölf Monate auseinanderliegen.
Inhabern des Sportbootführerscheins See wird die praktische Prüfung in der Antriebsart Maschine sowie ein Teil des Fragenkatalogs erlassen, so dass die theoretische Prüfung für diese Kandidaten nur 35 Minuten dauert. Inhabern des Sportküstenschifferscheins oder des Sportseeschifferscheins wird die praktische Prüfung in der Antriebsart unter Segeln erlassen. Bodenseeschifferpatente A und D können ohne weitere Prüfung in den entsprechenden Sportbootführerschein umgeschrieben werden.
Falls ein Prüfungsteil (Theorie oder Praxis) nicht bestanden wird, kann dieser beliebig oft wiederholt werden. Die Wiederholung kann jedoch nicht am selben Tag stattfinden und muss innerhalb eines Jahres erfolgen, da sonst der bereits bestandene Prüfungsteil verfällt. Die Kosten für eine Wiederholungsprüfung betragen ca. 40 € für die Theorie und ca. 35 € für die Praxis. Seit 2023 ist es zudem möglich, die Wiederholungsprüfung bei einem anderen Verband (DMYV oder DSV) abzulegen. Die Anmeldung zur Wiederholungsprüfung kann entweder online selbst vorgenommen oder durch eine Fahrschule organisiert werden.

## Neufassung der Sportbootführerscheinverordnung 2017

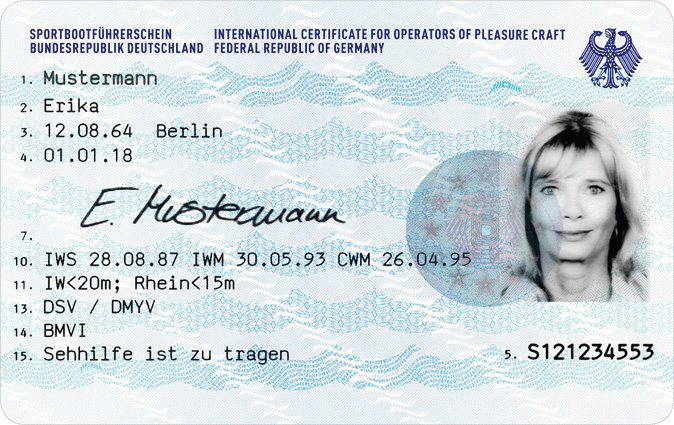
Sportbootführerschein, ausgegeben von 2018 bis 2022

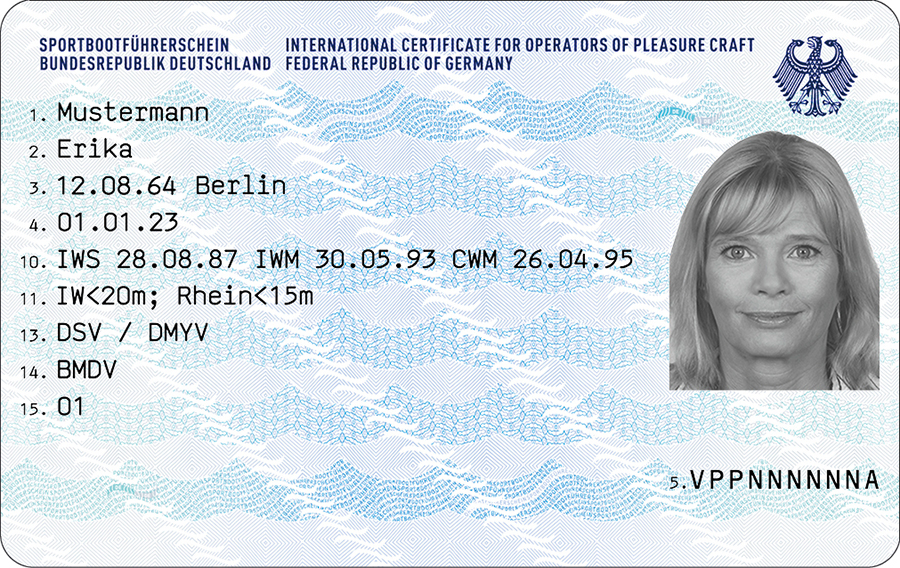
Sportbootführerschein, ausgegeben vom 1. Januar 2023 bis 31. März 2023

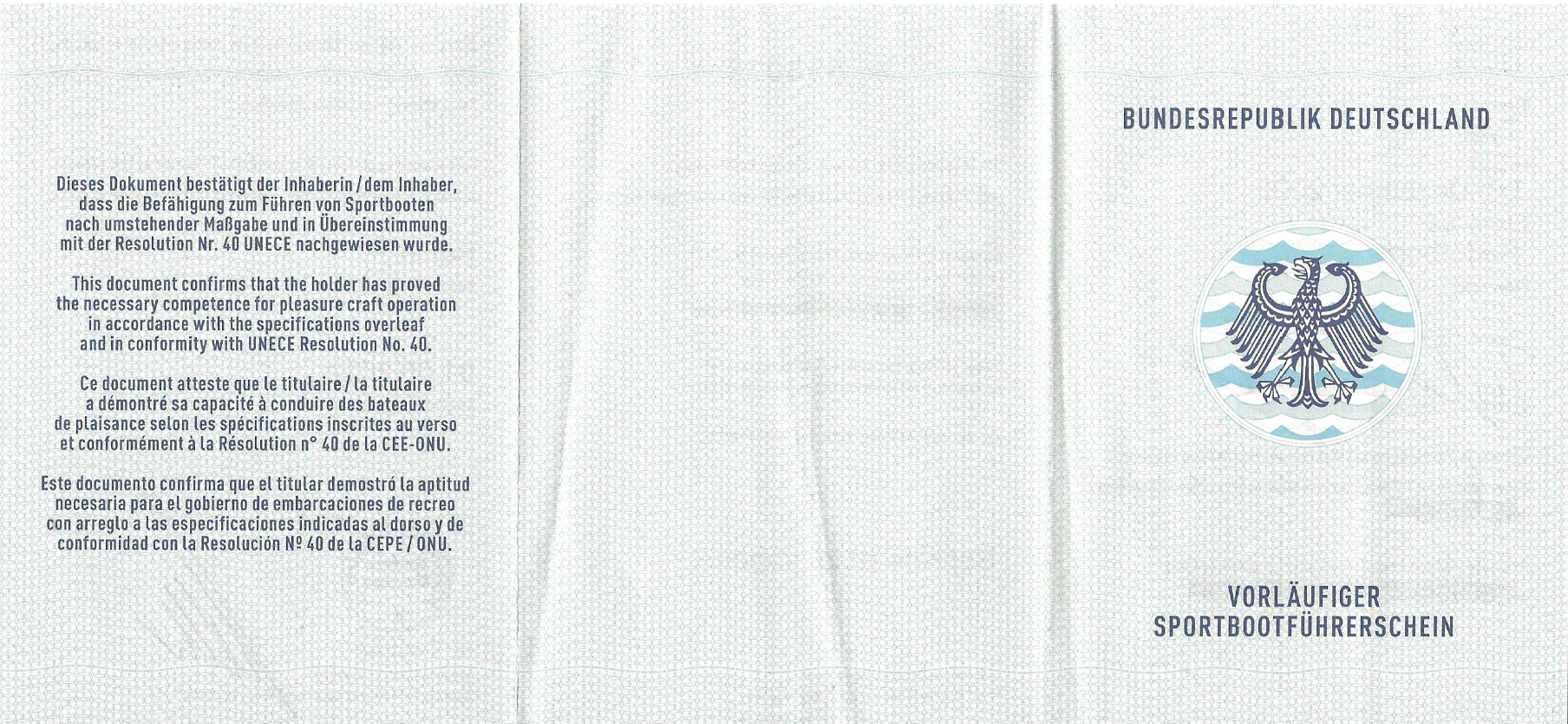
Vorläufiger Sportbootführerschein im Papierformat

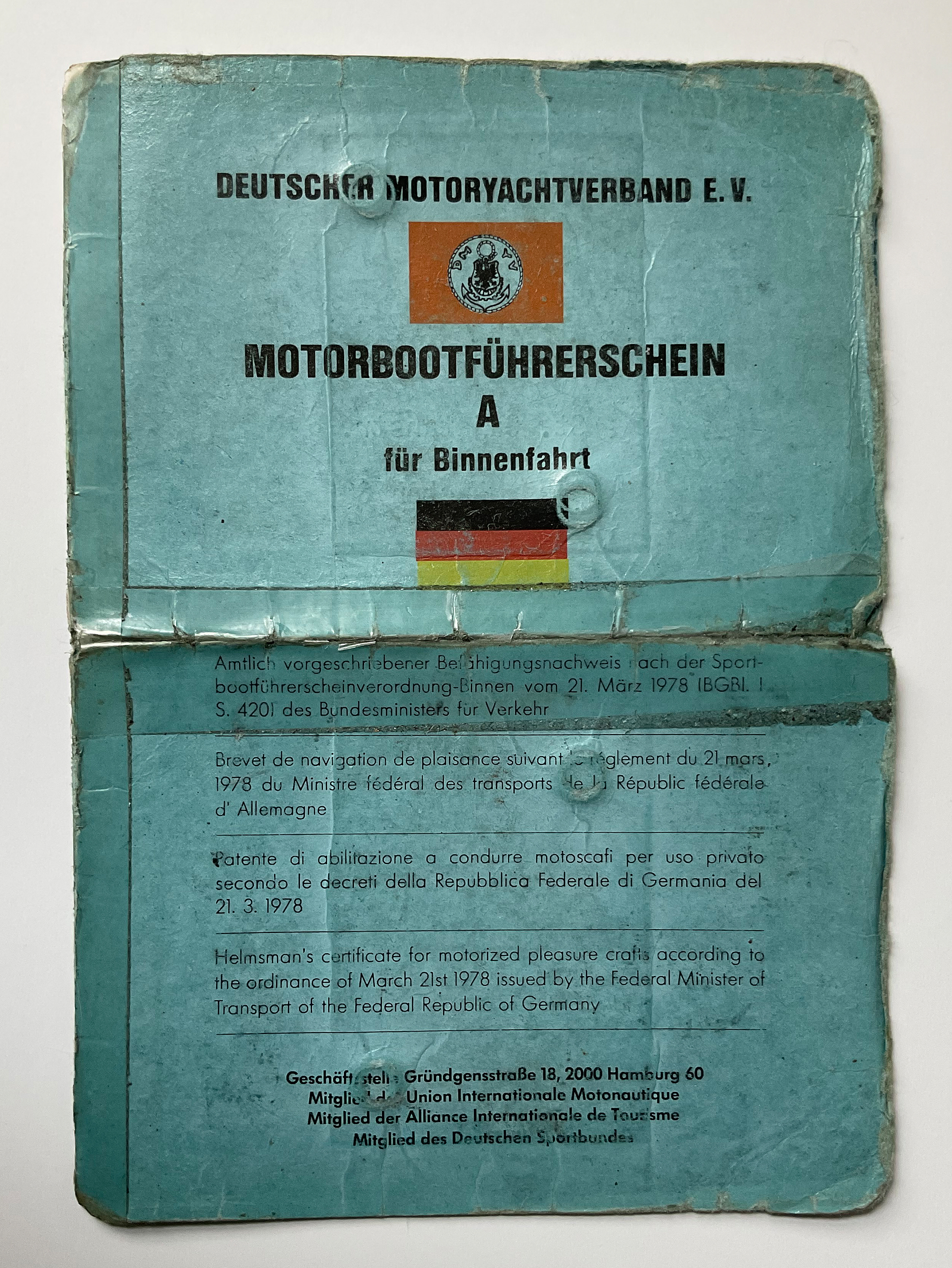
Motorbootführerschein A (ausgestellt 1984). In dieser Form zwischen 1978 und 1988 ausgegeben.

Am 10. Mai 2017 trat die neue Sportbootführerscheinverordnung (SpFV) in Kraft, die die bisherigen Sportbootführerscheinverordnungen Binnen und See ersetzt. Darüber hinaus gibt es anstelle der beiden Führerscheine SBF-Binnen und -See künftig nur noch einen Sportbootführerschein (Anlage 1 SpFV). Auf diesem werden die jeweiligen Geltungsbereiche – Binnenschifffahrtsstraßen und/oder Seeschifffahrtsstraßen – vermerkt (§§ 3 und 4 SpFV). Zusätzliche Regelungen sollen den Erwerb der Sportbootführerscheine erleichtern:
- die Teilprüfungen Praxis und Theorie können an unterschiedlichen Orten abgelegt werden
- der Antrag auf Zulassung zur Prüfung muss nur noch eine Woche vor Prüfungstermin gestellt werden
- Prüfungen zum Sportbootführerschein sind auch im Ausland möglich (bisher traf das nicht für den SBF See zu)
- eine Legaldefinition zum Begriff des Sportboots wurde aufgenommen[16]

Seit 1. Januar 2018 wird der Führerschein zudem im Scheckkartenformat ausgegeben, der innerhalb von 10 Tagen nach bestandener Prüfung zugestellt wird. Optional kann auch gegen eine Gebühr ein vorläufiger Sportbootführerschein im Papierformat bei dem zuständigen Prüfungsausschuss bei der Antragsstellung direkt mit beantragt werden, der bis zum Erhalt des Sportbootführerscheins im Scheckkartenformat, jedoch maximal drei Monate, gültig ist. Dieser wird bei Bestehen über den Postweg innerhalb von 1–3 Werktagen versendet. Er besitzt kein Lichtbild und muss bei Erhalt unterschrieben werden. Eine nachträgliche Ausstellung oder eine Ausstellung unmittelbar nach der Prüfung ist nicht möglich.
Seit dem 1. Januar 2023 wurden die Voraussetzungen für den Erwerb des Sportbootführerscheins geändert. Der Anwärter muss nun ein Tauglichkeitszeugnis statt ein ärztliches Zeugnis vorlegen, welches an die Regelungen der Berufsschifffahrt angepasst wurde und deshalb auch gegenseitig anerkannt wird. Es gibt den ausstellenden Ärzten aufgrund der neu festgelegten Tauglichkeitskriterien eine weitere Orientierung für ihre Untersuchung im Rahmen der Feststellung der Tauglichkeit und sorgt für eine Vereinfachung der Auswahl der Auflagen. Statt einem Führungszeugnis der Belegart „O“ reicht fortan ein einfaches Führungszeugnis aus, insofern kein Kfz-Führerschein vorhanden ist. Außerdem wird der Sportbootführerschein in einem veränderten Layout ohne Unterschrift, Anrede und Titel ausgegeben. Zudem werden die medizinische Auflagen fortan beziffert.

## Belege
1. ↑  Der neueSportbootführerscheinim Scheckkartenformatab Januar 2018. (PDF) In: dsv.org. Abgerufen am 6. März 2023.
2. ↑  § 1 Nr. 1 u. 2 SpFV
3. ↑  § 2 Nr. 3 SpFV
4. ↑  § 5 Abs. 1 Nr. 2 SpFV
5. ↑  § 5 Abs. 3 SpFV
6. ↑  Neue Führerscheinpflicht für Boote mit E-Motor über 7,5 kW Leistung. In: motorbootonline.de. 20. Dezember 2022, abgerufen am 8. April 2023.
7. ↑  § 5 Abs. 2b SpFV
8. ↑  § 5 Abs. 1 SpFV
9. ↑  § 2 Nr. 3 SpFV
10. ↑  § 4 Abs. 1 alte SportbootFüV-Bin
11. ↑  SBF: Sportbootführerschein. Abgerufen am 11. April 2021 (deutsch).
12. ↑  Jan Peterskovsky, Thomas Barg: Das ärztliche Attest für den Sportbootführerschein. In: Bootspruefung.de. 20. Januar 2023, abgerufen am 21. August 2023.
13. ↑  Verkehrsblatt (VkBl.)
14. ↑  Deutscher Motoryachtverband e. V.: Historie. Abgerufen am 8. Oktober 2022.
15. ↑  Text der Sportbootführerscheinverordnung - SpFV (BGBl. I S. 1016)
16. ↑  Deutscher Segler-Verband (Hrsg.): Neue Sportbootführerscheinverordnung kommt spätestens zum 1. Mai 2017. 26. Januar 2017 (dsv.org [abgerufen am 4. Februar 2017]).
17. ↑  Bundesministerium für Verkehr und digitale Infrastruktur (Hrsg.): Die neue Sportbootführerscheinverordnung (Faltblatt). April 2017 (bmvi.de [PDF; abgerufen am 30. Oktober 2017]).
18. ↑  Anlage 9 SpFV - Einzelnorm. Abgerufen am 8. September 2022.
19. ↑  Prüfungen - FAQs. Abgerufen am 8. September 2022.
20. ↑  Änderungen beim Sportbootführerschein 2023 - PZ Bremen/Hamburg. Abgerufen am 15. Februar 2023.